# 乌龙半截河
42°55′55″N 125°0′15″E / 42.93194°N 125.00417°E
乌龙半截河，位于中华人民共和国吉林省南部东辽县境内，是东辽河右岸支流，发源于东辽县白泉镇兴隆村以南的小乌龙岭，自南向北流经白泉镇兴泉村、安全村、白泉水库、以及县城白泉镇东郊，于县城东北汇入东辽河。河长17.2千米，河道比降6.7‰，流域面积71.7平方千米。年均流量900万立方米。下游的白泉水库是东辽县城的主要供水水源。